# Pimoa haden
Pimoa haden es una especie de araña del género Pimoa, familia Pimoidae. Fue descrita científicamente por Chamberlin & Ivie en 1943.
Habita en los Estados Unidos. El macho descrito por Hormiga en 1994 mide 7,9 mm y la hembra 7,4 mm.